# Sodio etilparaben
Il sodio etilparaben è il sale di sodio di un fenolo, nonché un estere.
A temperatura ambiente si presenta come un solido bianco inodore. È un composto irritante.
Trova impiego come conservante alimentare, identificato dal numero E215.